# Tapas
Tapas (phát âm tiếng Tây Ban Nha: [ˈtapas]) là món khai vị, món ăn chơi trong ẩm thực Tây Ban Nha. Tapas được chế biến với nhiều gia vị như: tỏi, ớt, ớt bột, thì là, muối, tiêu, nghệ và rất nhiều ô liu. Đối với người Tây Ban Nha, ngoài rượu sangria, cơm Paella thì Tapas là một món ăn không thể thiếu trong mỗi bữa ăn. Tapas có thể là các dạng:
- Đồ ăn lạnh như phô mai trộn dầu ô liu
- Đồ ăn nguội như xúc xích, giăm bông (Jamón), thịt hun khói
- Đồ ăn nóng như các món chiên (mực, cá).

Một số món tapas: Patatas bravas (khoai tây giầm nước xốt cà chua cay), calamares fritos (mực rán), boquerones (cá cơm), croquetas de jamon (thịt viên giăm bông), chorizo (xúc xích thịt lợn), pimientos asados (ớt xào), albondigas (viên thịt) và berenjenas gratinadas (cà tím nướng pho mát).